# Real Madrid Club de Fútbol 2004-2005
Questa voce raccoglie le informazioni riguardanti il Real Madrid Club de Fútbol nelle competizioni ufficiali della stagione 2004-2005.

## Maglie e divise
|  | Casa | Trasferta | Terza divisa |

## Rosa
In corsivo i calciatori ceduti durante la stagione
| N. |                        | Ruolo | Calciatore         |
| -- | ---------------------- | ----- | ------------------ |
| 1  | Spagna (bandiera)      | P     | Iker Casillas      |
| 2  | Spagna (bandiera)      | D     | Míchel Salgado     |
| 3  | Brasile (bandiera)     | D     | Roberto Carlos     |
| 4  | Spagna (bandiera)      | C     | Borja Fernández    |
| 5  | Francia (bandiera)     | C     | Zinédine Zidane    |
| 6  | Spagna (bandiera)      | D     | Iván Helguera      |
| 7  | Spagna (bandiera)      | A     | Raúl (capitano)    |
| 8  | Spagna (bandiera)      | A     | Fernando Morientes |
| 9  | Brasile (bandiera)     | A     | Ronaldo            |
| 10 | Portogallo (bandiera)  | C     | Luís Figo          |
| 11 | Inghilterra (bandiera) | A     | Michael Owen       |
| 13 | Spagna (bandiera)      | P     | César Sánchez      |
| 14 | Spagna (bandiera)      | C     | Guti               |
| 15 | Spagna (bandiera)      | D     | Raúl Bravo         |
| 16 | Danimarca (bandiera)   | C     | Thomas Gravesen    |
| 17 | Spagna (bandiera)      | A     | Javier Portillo    |

| N. |                        | Ruolo | Calciatore         |
| -- | ---------------------- | ----- | ------------------ |
| 18 | Inghilterra (bandiera) | D     | Jonathan Woodgate  |
| 19 | Argentina (bandiera)   | D     | Walter Samuel      |
| 20 | Spagna (bandiera)      | C     | Albert Celades     |
| 21 | Argentina (bandiera)   | C     | Santiago Solari    |
| 22 | Spagna (bandiera)      | D     | Francisco Pavón    |
| 23 | Inghilterra (bandiera) | C     | David Beckham      |
| 24 | Spagna (bandiera)      | D     | Álvaro Mejía       |
| 25 | Spagna (bandiera)      | P     | Diego López        |
| 27 | Spagna (bandiera)      | D     | Álvaro Arbeloa     |
| 28 | Spagna (bandiera)      | D     | Miguel Palencia    |
| 31 | Spagna (bandiera)      | C     | Rubén de la Red    |
| 32 | Spagna (bandiera)      | C     | Juanfran           |
| 33 | Spagna (bandiera)      | C     | José Manuel Jurado |
| 35 | Spagna (bandiera)      | C     | Javi García        |
| 38 | Spagna (bandiera)      | A     | Roberto Soldado    |
| 43 | Spagna (bandiera)      | C     | Jotha              |

## Calciomercato

### Sessione estiva
| Acquisti         | Acquisti           | Acquisti            | Acquisti                    |
| R.               | Nome               | da                  | Modalità                    |
| ---------------- | ------------------ | ------------------- | --------------------------- |
| D                | Walter Samuel      | Roma                | definitivo (25 milioni €)   |
| D                | Jonathan Woodgate  | Newcastle Utd       | definitivo (18,3 milioni €) |
| A                | Michael Owen       | Liverpool           | definitivo (12 milioni €)   |
| Altre operazioni |                    |                     |                             |
| R.               | Nome               | da                  | Modalità                    |
| A                | Fernando Morientes | Monaco              | fine prestito               |
| A                | David Aganzo       | Levante             | fine prestito               |
| C                | Flávio Conceição   | Borussia Dortmund   | fine prestito               |
| C                | Albert Celades     | Bordeaux            | fine prestito               |
| D                | Rubén González     | Borussia M'gladbach | fine prestito               |

| Cessioni         | Cessioni              | Cessioni         | Cessioni      |
| R.               | Nome                  | a                | Modalità      |
| ---------------- | --------------------- | ---------------- | ------------- |
| A                | Antonio Núñez         | Liverpool        | gratuito      |
| A                | David Aganzo          | Racing Santander | gratuito      |
| C                | Flávio Conceição      | Galatasaray      | gratuito      |
| C                | Jordi López           | Siviglia         | gratuito      |
| C                | Esteban Cambiasso     | Inter            | gratuito      |
| A                | Javier Portillo       | Fiorentina       | prestito      |
| Altre operazioni |                       |                  |               |
| R.               | Nome                  | da               | Modalità      |
| A                | Chupe                 | Las Palmas       | n.d.          |
| P                | Carlos Sánchez García | Poli Ejido       | prestito      |
| D                | Óscar Miñambres       | Espanyol         | prestito      |
| D                | Rubén González        | Albacete         | fine prestito |

### Sessione invernale
| Acquisti         | Acquisti        | Acquisti   | Acquisti                   |
| R.               | Nome            | da         | Modalità                   |
| ---------------- | --------------- | ---------- | -------------------------- |
| C                | Thomas Gravesen | Everton    | definitivo (3,4 milioni €) |
| Altre operazioni |                 |            |                            |
| R.               | Nome            | da         | Modalità                   |
| A                | Javier Portillo | Fiorentina | fine prestito              |

| Cessioni         | Cessioni           | Cessioni  | Cessioni                    |
| R.               | Nome               | a         | Modalità                    |
| ---------------- | ------------------ | --------- | --------------------------- |
| A                | Fernando Morientes | Liverpool | definitivo (9,25 milioni €) |
| Altre operazioni |                    |           |                             |
| R.               | Nome               | da        | Modalità                    |

## Risultati

### UEFA Champions League

#### Terzo turno preliminare
| Arbitro: | Busacca |

|  |           |                    |
|  | Marcatori | 72’, 90’ Morientes |

| Arbitro: | Milton Nielsen |

|                           |           |              |
| Ronaldo 3’, 31’ Pavón 85’ | Marcatori | 90’ Gorawski |

#### Fase a gironi
| Arbitro: | Poll |

|                                       |           |  |
| Krzynówek 40’ França 50’ Berbatov 55’ | Marcatori |  |

| Arbitro: | Ivanov |

|                                                  |           |                         |
| Raúl 39’, 72’ Figo 53’ (rig.) Roberto Carlos 79’ | Marcatori | 3’ De Rossi 21’ Cassano |

| Arbitro: | Veissière |

|          |           |  |
| Owen 35’ | Marcatori |  |

| Arbitro: | Vassaras |

|                             |           |                          |
| Yussuf 13’ Verpakovskis 23’ | Marcatori | 38’ Raúl 44’ (rig.) Figo |

| Arbitro: | Hamer |

|          |           |              |
| Raúl 70’ | Marcatori | 36’ Berbatov |

| Arbitro: | Temmink |

|  |           |                                 |
|  | Marcatori | 9’ Ronaldo 60’ (rig.), 82’ Figo |

#### Fase a eliminazione diretta
| Arbitro: | Micheľ |

|                 |           |  |
| I. Helguera 31’ | Marcatori |  |

| Arbitro: | Merk |

|                             |           |  |
| Trezeguet 75’ Zalayeta 116’ | Marcatori |  |

## Statistiche

### Statistiche di squadra
| Competizione     | Punti | In casa | In casa | In casa | In casa | In casa | In casa | In trasferta | In trasferta | In trasferta | In trasferta | In trasferta | In trasferta | Totale | Totale | Totale | Totale | Totale | Totale | DR  |
| Competizione     | Punti | G       | V       | N       | P       | Gf      | Gs      | G            | V            | N            | P            | Gf           | Gs           | G      | V      | N      | P      | Gf     | Gs     | DR  |
| ---------------- | ----- | ------- | ------- | ------- | ------- | ------- | ------- | ------------ | ------------ | ------------ | ------------ | ------------ | ------------ | ------ | ------ | ------ | ------ | ------ | ------ | --- |
| Liga             | 80    | 19      | 15      | 1       | 3       | 43      | 12      | 19           | 10           | 4            | 5            | 28           | 20           | 38     | 25     | 5      | 8      | 71     | 32     | +39 |
| Coppa del Re     | -     | 1       | 0       | 1       | 0       | 1       | 1       | 3            | 2            | 1            | 0            | 4            | 2            | 4      | 2      | 2      | 0      | 5      | 3      | +2  |
| Champions League | -     | 4       | 3       | 1       | 0       | 10      | 4       | 4            | 1            | 1            | 2            | 7            | 7            | 8      | 4      | 2      | 2      | 17     | 11     | +6  |
| Totale           | -     | 24      | 18      | 3       | 3       | 54      | 17      | 26           | 13           | 6            | 7            | 39           | 29           | 50     | 31     | 9      | 10     | 93     | 46     | +47 |

### Andamento in campionato
| Giornata  | 1 | 2 | 3 | 4 | 5 | 6  | 7  | 8 | 9 | 10 | 11 | 12 | 13 | 14 | 15 | 16 | 17 | 18 | 19 | 20 | 21 | 22 | 23 | 24 | 25 | 26 | 27 | 28 | 29 | 30 | 31 | 32 | 33 | 34 | 35 | 36 | 37 | 38 |
| --------- | - | - | - | - | - | -- | -- | - | - | -- | -- | -- | -- | -- | -- | -- | -- | -- | -- | -- | -- | -- | -- | -- | -- | -- | -- | -- | -- | -- | -- | -- | -- | -- | -- | -- | -- | -- |
| Luogo     | T | C | T | C | T | C  | T  | C | C | T  | C  | T  | C  | T  | C  | T  | C  | T  | C  | C  | T  | C  | T  | C  | T  | C  | T  | T  | C  | T  | C  | T  | C  | T  | C  | T  | C  | T  |
| Risultato | V | V | P | V | P | P  | N  | V | V | V  | V  | P  | V  | N  | V  | V  | P  | V  | V  | V  | V  | V  | V  | P  | P  | V  | N  | P  | V  | V  | V  | V  | V  | V  | V  | N  | N  | V  |
| Posizione | 6 | 3 | 8 | 3 | 8 | 10 | 11 | 7 | 3 | 2  | 2  | 2  | 2  | 2  | 2  | 2  | 3  | 3  | 2  | 2  | 2  | 2  | 2  | 2  | 2  | 2  | 2  | 2  | 2  | 2  | 2  | 2  | 2  | 2  | 2  | 2  | 2  | 2  |

Legenda:

Luogo: C = Casa; T = Trasferta. Risultato: V = Vittoria; N = Pareggio; P = Sconfitta.